# Laurids Hansen Lindenov
Laurids Hansen Lindenov til Oregård (født 27. april 1583 på Hindsgavl, død 14. december 1635 på Oregård) var dansk lensmand.
Han var søn af Hans Johansen Lindenov og Margrethe Ottesdatter Rosenkrantz.
Da han var 10 år kom han i Sorø Skole, hvor han var fire år, hvorefter han 1597 sendtes til Heidelberg og tjente her fire år som edelknabe hos kurfyrst Frederik 4.; siden tjente han fire år i Holland. I 1604 var han hjemme, men kun en kort tid, hvorpå han sluttede sig til Christian Friis og Henrik Belows bud til England, hvorfra han drog til Frankrig og opholdt sig her i fem år. Efter at være kommet hjem i 1609 tog han tjeneste som hofjunker og deltog i Kalmarkrigen som fanejunker ved hoffanen. 
Efter freden tog han 1613 sin afsked fra hoffet for 19. september at gifte sig med Sidsel Ovesdatter Lunge (19. december 1586 – 6. august 1614 i barselseng). Den 30. januar 1620 giftede han sig igen, med Anne Jørgensdatter Friis (16. juni 1587 – 7. marts 1657), og samme år fik han i forlening Århusgård, som han beholdt til sin død. 